# Lac Agrio
Le lac Agrio, également appelé lac Caviahue, est un lac situé à l'extrême ouest de la province de Neuquén, en Patagonie argentine.

## Situation et accès
Le lac Agrio se situe au niveau du 38° de latitude sud, et du 71° de longitude ouest. Il se trouve à 70 km au nord-ouest de la ville de Loncopué et à 380 km de la ville de Neuquén. Pour y accéder depuis cette dernière, on prend la route nationale n° 22 jusque Zapala puis Las Lajas, et de là, la route provinciale n° 21, qui passe par Loncopué. De là la route provinciale 27 mène à Caviahue, situé sur la rive ouest du lac. 
Il est situé à 1 600 mètres d'altitude.

## Description du lac Agrio
En forme de fer à cheval à convexité ouest-est, le lac Agrio a une superficie d'environ 10 kilomètres carrés. Il reçoit les eaux de la moitié sud de la caldeira de l'Agrio. Son affluent principal est le río Agrio supérieur. Celui-ci nait dans le cratère du volcan Copahue, qui héberge un petit lac d'eau chaude, largement saturée en produits minéraux dont certains sont éminemment toxiques. Citons l'arsenic, le chrome, le plomb et le zinc. Il y a aussi des éléments nettement moins nocifs, comme le magnésium, le soufre, voire bienvenus comme le calcium. Son émissaire est le río Agrio, qui le quitte par son extrémité nord-est et qui est l'affluent principal du río Neuquén.

## La caldeira de l'Agrio
Le lac Agrio occupe le fond d'une ancienne caldeira vieille de deux millions d'années appelée caldeira de l'Agrio. Il se situe dans le quart sud-est de cette caldeira, à une bonne dizaine de kilomètres à l'est du volcan Copahue. À l'ouest se trouve le massif du volcan Copahue et la frontière chilienne.

## Utilisation des eaux du lac
On a essayé de développer la pisciculture dans des buts halieutiques, mais sans succès étant donné la forte acidité des eaux d'origine volcanique (acide chlorhydrique et sulfurique). Ce n'est pas le cas de l'eau des autres petits lacs situés plus au nord dans la même caldeira de l'Agrio, et qui n'ont pas été « empoisonnés » par le volcan. Il s'agit notamment des petits lacs (laguna en espagnol) de Trolope, Achacosa, Rincón, Larga et Escondida, réunis en chapelet par le río Trolope, et qui connaissent une activité de pêche de très bonne réputation. Cependant, les eaux pourraient avoir des vertus médicinales et des études se déroulent en ce sens.